# Varicap diódás modulátor
A varicap diódás modulátor olyan modulátorkapcsolás, amely frekvenciamoduláció, illetve szögmoduláció megvalósítására alkalmas.
A varicap diódás modulátor nem önálló áramkör, hanem közvetlenül kapcsolódik egy LC alapú oszcillátor frekvenciameghatározó eleméhez.
A varicap diódás hangolású oszcillátorok esetén a frekvenciamoduláció egyszerűen megoldható oly módon, hogy a moduláló jelet a hangolófeszültséghez adjuk.

## Működési elve[1]
Az LC oszcillátorok frekvenciáját tekercsből és kondenzátorból álló rezgőkör határozza meg. Számtalan analóg oszcillátorkapcsolás létezik, viszont az LC rezgőkör valamilyen formában mindegyikben kialakításra kerül.
A rezgőkörön alapuló oszcillátoroknál kézenfekvő megoldás, hogy az LC körrel párhuzamosan kapcsolunk egy olyan áramköri elemet, amely feszültség hatására képes megváltoztatni a kapacitását. Ilyen áramköri elem a varicap dióda.
A moduláló jel időben váltakozó feszültség, ha ezt a váltakozó feszültséget egy varicap dióda katódjára vezetjük, akkor a varicap dióda kapacitása a moduláló jel feszültségének függvényében váltakozni fog. Ha ezt az időben váltakozó kapacitást hozzákapcsoljuk egy oszcillátor rezgőköréhez, akkor az oszcillátor frekvenciája az időben váltakozó kapacitás hatására váltakozni fog. Tehát az oszcillátor frekvenciája a moduláló jel pillanatnyi feszültségének hatására váltakozni fog. Ebből következik, hogy az oszcillátor kimenetén frekvenciamodulált jel fog megjelenni. 
Az alábbi ábra egy lehetséges megvalósítást mutat be: 
P1-P3: A modulátorkör tápfeszültsége
P2-P3: A moduláló jel bemenete
Tr1, C1: az oszcillátor része. A Tr1 1. tekercse visszacsatoló tekercs, a 2. tekercse az LC kör része. Az oszcillátor frekvenciáját a Tr12-C1 elemek határozzák meg (pirossal kiemelve).
C2, C3: leválasztókondenzátorok. Az oszcillátorkör és a varicap dióda áramköre eltérő egyenáramú feszültségszinten van, a két kondenzátor feladata az egyenáramú elválasztás. Továbbá a C2, C3 kondenzátor feladata, hogy maga a moduláló jel se jusson be az oszcillátorba. A C3 kondenzátoron keresztül az LC kör hideg pontja csatlakozik.
D1: varicap dióda. A pillanatnyi kapacitása a katódjára kapcsolt egyenáram és jelfeszültség összegének pillanatnyi értékétől függ. A C1,C2,D1 eredő kapacitása a rezgőkörön párhuzamos kapacitásként jelenik meg. Vagyis:
{\displaystyle {\frac {1}{C_{M}}}={\frac {1}{C_{2}}}+{\frac {1}{C_{3}}}+{\frac {1}{C_{D_{1}}}}}
Tehát a rezgőkörön megjelenő kapacitás:
{\displaystyle C_{O}=C_{M}+C_{1}}
Ebből kiszámítható az oszcillátor pillanatnyi frekvenciája:
{\displaystyle f_{O}={\frac {1}{2\pi {\sqrt {L_{Tr1_{2}}C_{O}}}}}}
L1, L2: fojtótekercsek
R1: A dióda egyenáramú táplálása. Értékét úgy kell beállítani, hogy a D1 katódfeszültsége a hangolófeszültség tartományának közepén legyen, és az oszcillátor ilyenkor a csatornaközépi frekvenciát adja. Az R1 értéke határozza meg a pontos vivőfrekvenciát.
R2: ennek az értéke határozza meg a modulációs mélységet, vagyis a frekvencialöketet.
Az R1, R2 értéke az alkalmazott varicap dióda karakterisztikájától függ.
C4: szűrőkondenzátor, feladata hogy megakadályozza a vivőfrekvencia visszajutását a moduláló jelet előállító fokozatba.